# Cmentarz Żołnierzy Sowieckich w Wodzisławiu Śląskim
Cmentarz Żołnierzy Sowieckich w Wodzisławiu Śląskim – cmentarz wojenny żołnierzy Armii Czerwonej zlokalizowany przy ul. Targowej w Wodzisławiu Śląskim (województwo śląskie).

## Opis
Nekropolia powstała na wzgórzu Żydowina, w miejscu dawnego cmentarza żydowskiego, który funkcjonował tu od 1814 do II wojny światowej, kiedy to został zniszczony przez Niemców. Z kirkutu zachowały się schody, przed którymi w 2012 został odsłonięty pomnik upamiętniający żydowskich mieszkańców Wodzisławia.
Na cmentarzu spoczywa 5896 żołnierzy Armii Czerwonej, którzy polegli w Wodzisławiu i okolicach w 1945. Po 1989 przeniesiono na cmentarz pomnik sowieckich żołnierzy z rynku w Pszowie (z napisem: Poległym bohaterom armii radzieckiej wdzięczni za wyzwolenie obywatele Pszowa 1945-51). Leży tu także płyta pamiątkowa upamiętniająca miejsce śmierci pułkownika Iwana Prokopiewicza Amwrosowa (poległ w Rogowie). Na cmentarzu znajduje się również mogiła dziewiętnastu żołnierzy 1. Czechosłowackiej Brygady Pancernej, walczącej w 1945 w okolicach Wodzisławia Śląskiego. Centralny pomnik pochodzi z 1961.

## Galeria

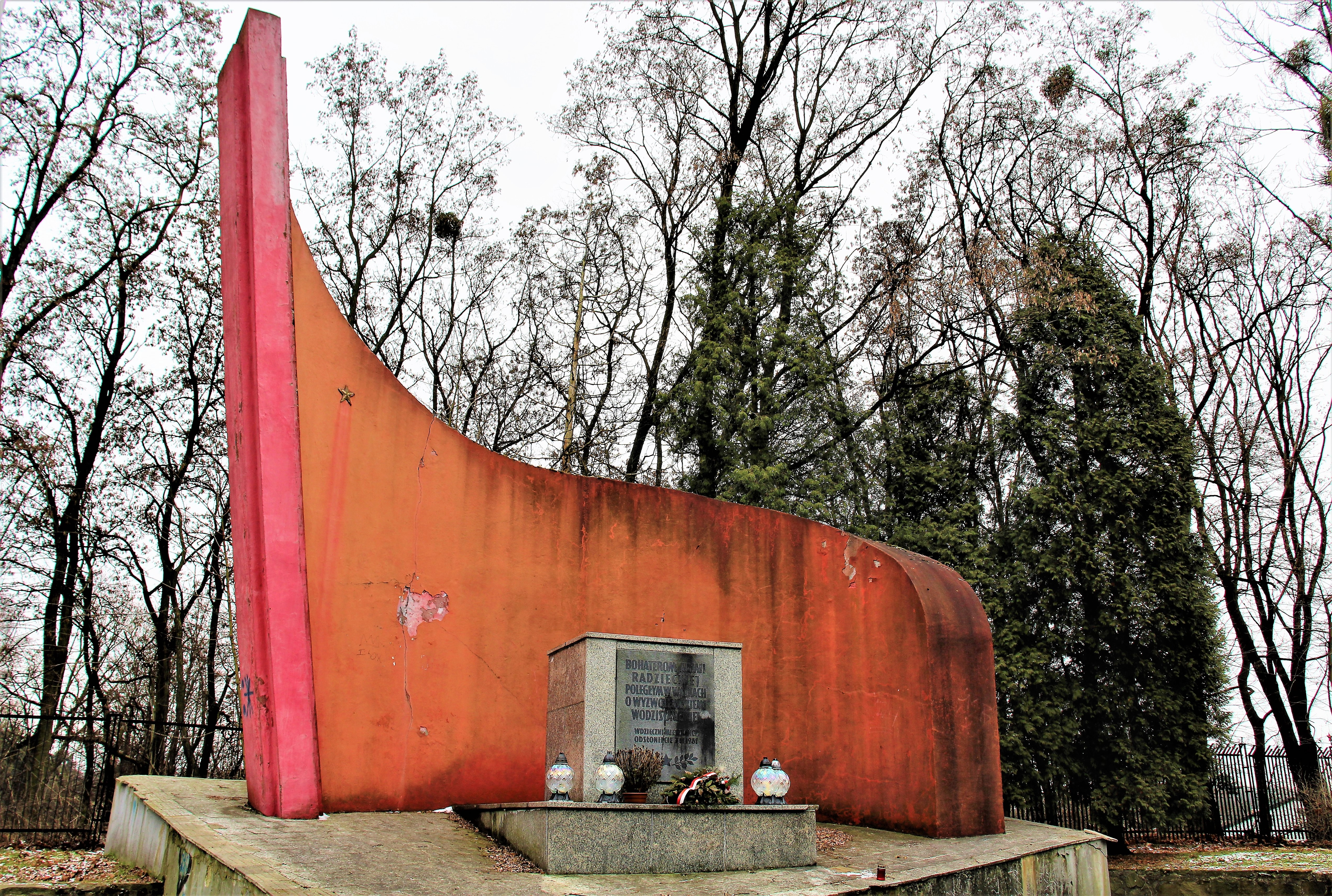
Centralny pomnik z 1961
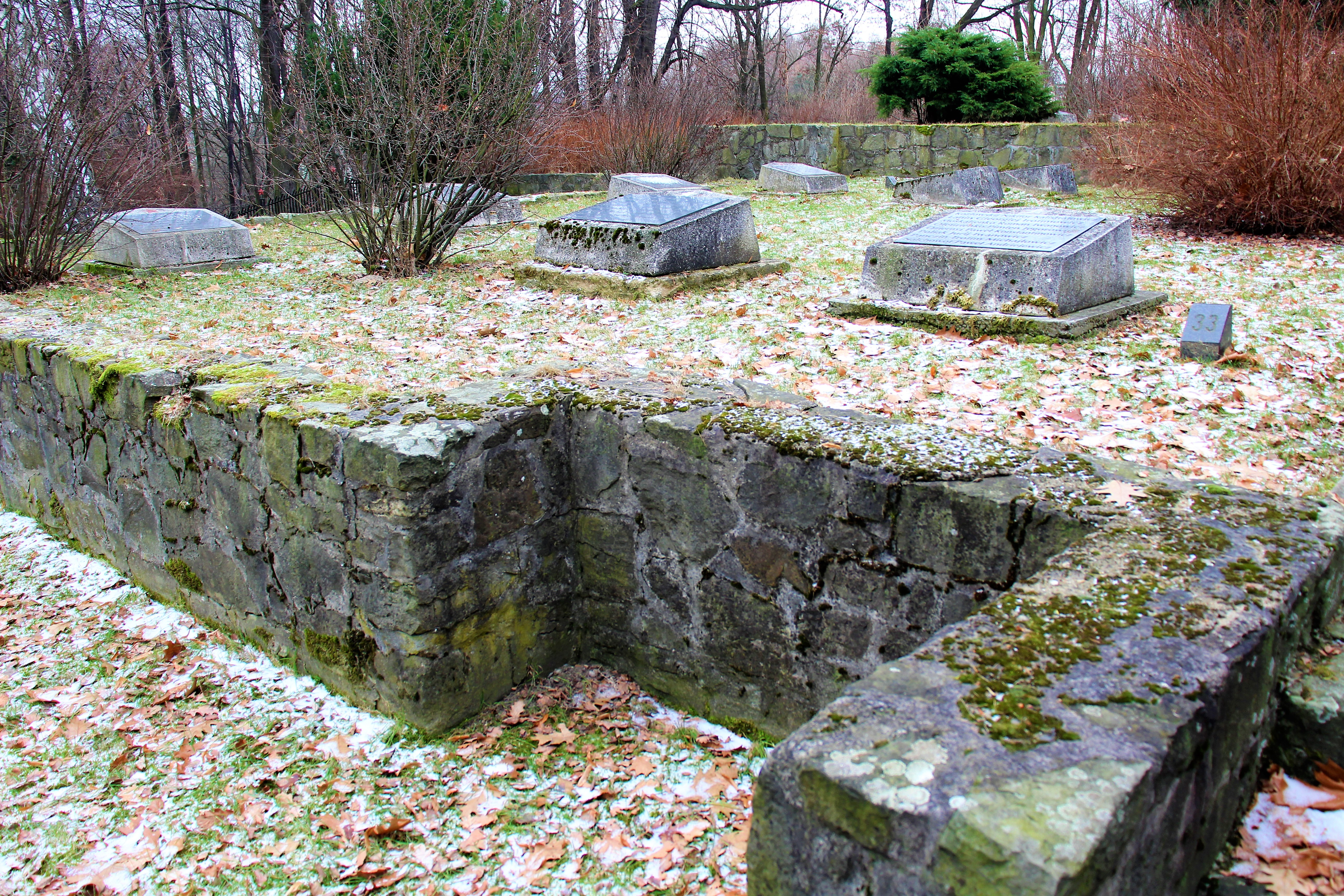
Fragment nekropolii
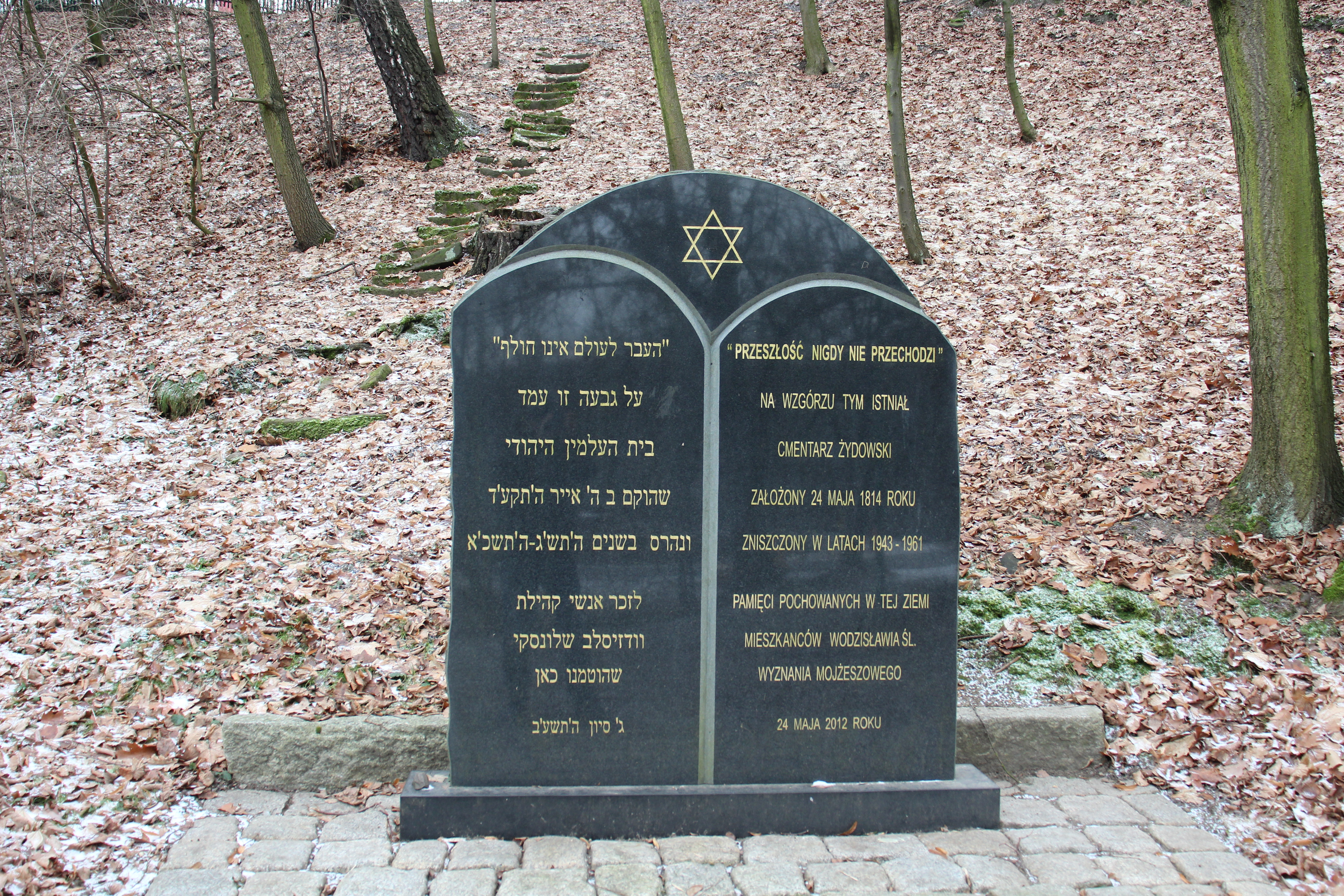
Pomnik żydowski i oryginalne schody